# Boa (album)
BOA – drugi album studyjny polskiego rapera ReTo, wydany 29 czerwca 2018, nakładem wytwórni NewBadLabel.

## Lista utworów
| Nr  | Tytuł utworu                        | Tekst                              | Producent     | Długość |
| --- | ----------------------------------- | ---------------------------------- | ------------- | ------- |
| 1.  | „Jenzor_intro”                      | Igor Bugajczyk                     | Got Barss     | 3:34    |
| 2.  | „Ziom€kmovie”                       | Igor Bugajczyk                     | Louis Villain | 3:35    |
| 3.  | „Sorry Dolores” (gośc. Quebonafide) | Igor Bugajczyk, Kuba Grabowski     | Sergiusz      | 3:18    |
| 4.  | „Kushi.Kushi”                       | Igor Bugajczyk                     | Deemz         | 2:59    |
| 5.  | „nowy+złodziej_skit”                | Igor Bugajczyk                     |               | 0:45    |
| 6.  | „Say My Name” (gośc. Zetha)         | Igor Bugajczyk, Zetha              | Deemz         | 2:48    |
| 7.  | „Piotrek”                           | Igor Bugajczyk                     | Got Barss     | 2:52    |
| 8.  | „RS7”                               | Igor Bugajczyk                     | SecretRank    | 3:31    |
| 9.  | „Niet” (gośc. Guzior)               | Igor Bugajczyk, Mateusz Bluza      | SecretRank    | 3:26    |
| 10. | „Morał” (gośc. Avi, Louis Villain)  | Igor Bugajczyk, Avi, Louis Villain | Louis Villain | 4:12    |
| 11. | „rrcum”                             | Igor Bugajczyk                     | Sergiusz      | 3:07    |
| 12. | „Arriba”                            | Igor Bugajczyk                     | Got Barss     | 2:51    |
| 13. | „UA”                                | Igor Bugajczyk                     | SecretRank    | 3:39    |
| 14. | „Knebel” (gośc. Jano PW)            | Igor Bugajczyk, Jano PW            | Got Barss     | 3:08    |
| 15. | „Ogon_outro”                        | Igor Bugajczyk                     | SecretRank    | 2:08    |

## Certyfikaty i sprzedaż
| Data                | Certyfikat ZPAV    | Sprzedaż |
| ------------------- | ------------------ | -------- |
| 5 września 2018     | złota płyta        | 15 000+  |
| 24 lipca 2019       | platynowa płyta    | 30 000+  |
| 4 października 2023 | 2× platynowa płyta | 60 000+  |